# Radu Manicatide
Radu Manicatide (ur. 17 kwietnia 1912 w Jassach, zm. 18 marca 2004 w Bukareszcie) – rumuński inżynier i konstruktor lotniczy.

## Życiorys
W 1926 roku zbudował swoją pierwszą konstrukcję – szybowiec RM-1. Rok później zbudował szybowiec RM-2, który testował w Sinaia. W 1930 r. uzyskał licencję pilota, a rok później rozpoczął studia na politechnice w Bukareszcie. W trakcie studiów zbudował kolejne samoloty: RM-4, RM-5 oraz RM-7. Dyplom inżyniera uzyskał w 1937 r., następnie kontynuował naukę w Wyższej Szkole Techniki Lotniczej i Budowy Samochodów (oryg. fr. École Supérieure des Techniques Aéronautiques et de Construction Automobile, ESTACA) w Paryżu. 
W 1939 r. rozpoczął pracę w zakładach Industria Aeronautică Română (IAR) w Braszowie. Pracował tam przy opracowywanych konstrukcjach, tj. IAR-27, IAR-37, IAR-80. Ponadto brał udział we wdrażaniu do produkcji samolotów licencyjnych – Savoia-Marchetti SM.79 czy Messerschmitt Bf 109. 
Po zakończeniu II wojny światowej kontynuował pracę w przemyśle lotniczym. W kolejnych latach opracował szereg konstrukcji: IAR-817 (1955), MR-2 (1956), IAR-818 (1960), IAR-818 H, IAR-821 (1967), IAR-822 (1970) czy IAR-826 (1973). W uznaniu zasług w rozwój lotnictwa Międzynarodowa Federacja Lotnicza (FAI) w październiku 1961 roku przyznała mu Dyplom Paula Tissandiera.
W 2002 r. został odznaczony Orderem Gwiazdy Rumunii klasy V. Zmarł w Bukareszcie 18 marca 2004 r. i został pochowany na miejskim cmentarzu Bellu.